# 鶴岡千年鶼鰈老樹
24°31′37″N 120°49′42″E / 24.526906°N 120.828344°E
鶴岡千年鶼鰈老樹，是位於臺灣苗栗縣公館鄉鶴岡村石埔的茄苳樹與樟樹，被當地人視為神樹、夫妻樹。

## 生態
1992年報導，公館鄉鶴岡村石埔有一棵樹齡估算八百歲、樹高廿二公尺、樹徑二點八公尺的樟樹；旁邊則有樹齡約五百歲、樹高廿一公尺、樹圍七點五公尺的茄苳樹。這兩棵樹過去當地居民都稱祂們為「神木」或「共生樹」。旁又有一棵在二十世紀中葉時長出的榕樹，讓人聯想到一家三口的景象。兩棵老樹遮蔭廣大，為居民聊天休憩、信仰的場所。
住在附近、時任公館鄉長的謝傳禎於1992年採訪時指出，二次大戰，日本人有意砍伐該棵老樟樹提煉樟腦，由鶴岡村保正劉德從發起護樹運動，透過當時名律師黃運金爭取，得以保存。地方人保護老樹不遺餘力，如會在負重過度的枝幹下加支撐架。1991年時，縣府將這兩樹列為保護對象。1996年6月出版的《苗栗珍貴老樹巡禮》，此對樹就是登記有案的珍貴老樹二十八棵之一。
1999年，地方爭取縣政府派員清除老樹病蟲害。樹醫生為老樹打營養針，經兩年時間才又開始茂盛翠綠。2000年11月1日凌晨，樟樹主幹因不堪象神颱風而摧折，斷枝殘幹阻斷道路，而一旁的土地公廟、旁邊的民宅無傷。
2008年採訪時，這兩棵老茄苳樹與樟樹已被特意命名為「鶼鰈老樹」，顧名思義是指像夫妻般根部密合、枝幹都交錯在一起。2011年，國際森林年，林務局公布從各縣市選出最具特色的一百株老樹，介紹風空開山伯公樹、錫安祠榕樹，並寫鶼鰈老樹如同樹木界的「七爺八爺」。
到2014年報導時，樟樹與茄苳樹已分別各剩十公尺、十三公尺高。老樹周邊鋪面原本鋪水泥，不利老樹成長，經鄉長彭德台向客委會爭取五百八十四萬元進行改造改為透水鋪面，鄰宅的牆面也貼上農村收割圖及桐花陶板，以增添農村氣息。土地公廟前的自流井，昔日是婦女洗衣、洗菜地點，也加以綠美化，完整保留。公館鄉公所將此地作為公館鄉重要休憩景點，還有外縣市民眾包遊覽車會前來參觀。
2020年7月底，鶴岡村長傅學成發現茄苳樹生長不佳、落葉嚴重。縣府會同林業試驗所植病專家傅春旭現勘，診斷遭受黑薊馬侵害。農業處表示，8月6日完成第一次施作，期間持續觀察樹木生長情形，以延續夫妻樹壽命。

## 信仰

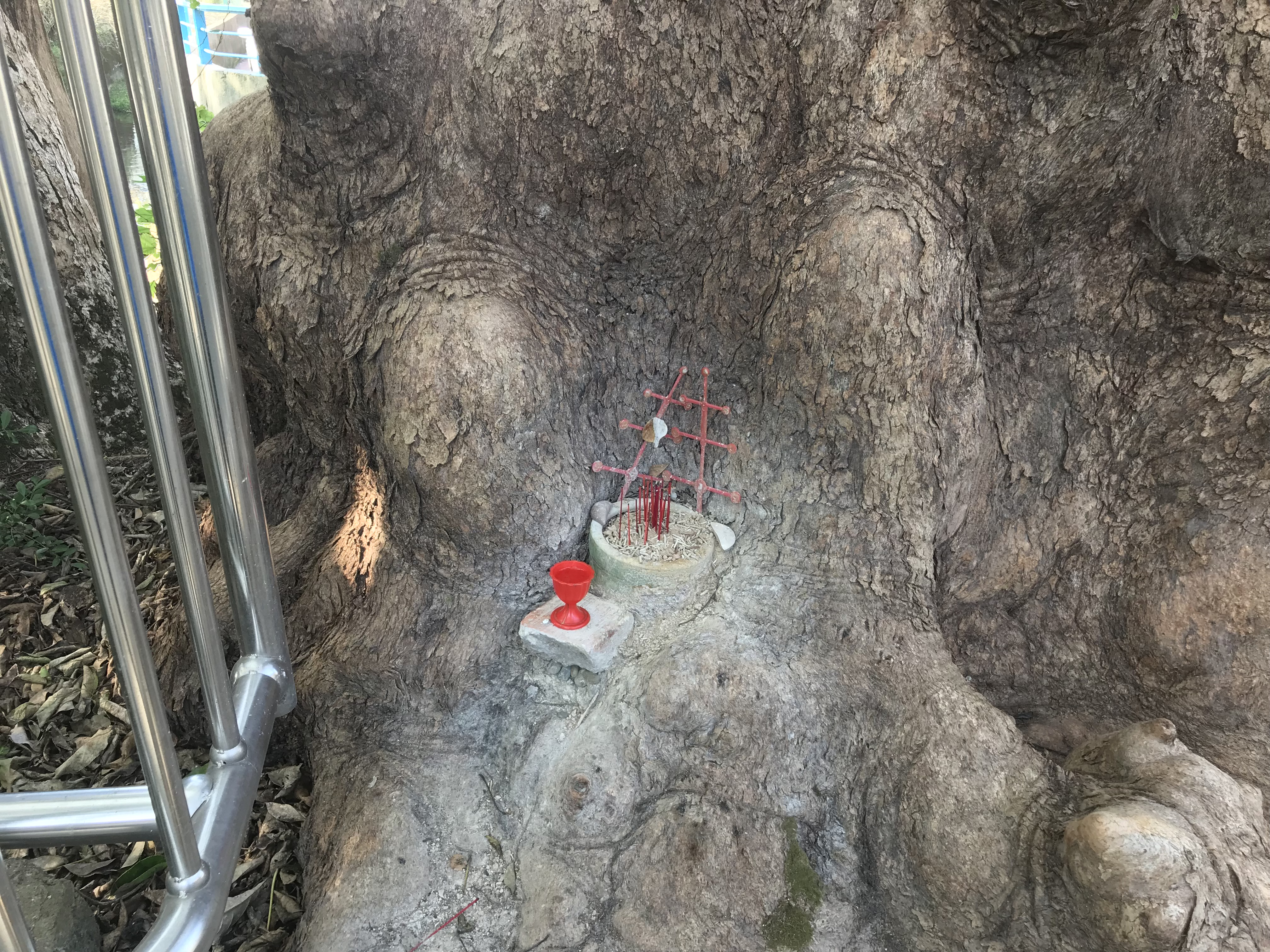
樹下的香爐。

樹下的石埔仔伯公廟，則是鶴岡村地區的田頭伯公、開庄伯公廟。居民相信在樹下蓋的土地廟也會特別靈。農曆初一、十五，以清香、蔬果貢奉；初二、十六以牲醴膜拜。一次地方人士有計畫改建伯公廟，但多次擲茭杯卻都沒得到同意，地方人士認為可能興建新廟，需砍掉老樟部分枝幹、減少老樹生存空間，因此沒有獲得土地神同意。
居民相信老樹有神。1984年某日，樟樹上一支有如碗公粗大的枝椏突然無預警斷落，地方耆老認為此事係屬警兆，遂集體焚香膜拜請示土地公。當年冬天，地方齋戒三天，並舉行消災祈福法會。事後，信徒認為土地神已明示災已去、福必臨。隔一年，住在老樟樹旁的謝傳禎就當選公館鄉鄉長，且連任兩屆。
居民涂菊珍說她女兒是老樹的契女，2011年初要出嫁的女兒還帶著三牲水果到樹下祭拜做謝禮。居民也把小孩子在樹上玩耍掉到地上沒有受傷、泉水從未枯竭過歸功於神靈。
除土地公廟外，還有水神、石爺，每當初一、十五或節慶日，附近居民會前往膜拜，該地堪稱鶴岡村的信仰中心。